# Warren Cowan
Warren Cowan (Nova Iorque, 13 de março de 1921 — Los Angeles, 14 de maio de 2008) foi um publicitário da indústria cinematográfica norte-americano.